# Captive financière
 (février 2012).
Si vous disposez d'ouvrages ou d'articles de référence ou si vous connaissez des sites web de qualité traitant du thème abordé ici, merci de compléter l'article en donnant les références utiles à sa vérifiabilité et en les liant à la section « Notes et références ».
Une captive financière est une société de financement appartenant à une société ou à un groupe industriel ou commercial dont l'activité principale n'est pas le financement. Son objet est le financement des ventes de la société ou du groupe auxquels elle appartient.  Le bénéfice pour la société de posséder une captive financière consiste à raccourcir son cycle de vente, de pouvoir proposer des conditions spécifiques de mise à disposition, plus souples qu’avec un organisme financier extérieur, et de conserver à son profit les marges bancaires.
Ce type de sociétés est notamment présent dans les secteurs de la bureautique, de l'automobile ou de l'aéronautique.
La captive financière n’est pas forcément détenue à 100 % par sa maison mère, mais elle peut être une coentreprise détenue en partie par une autre société ou un établissement financier. Cependant une société qui serait filiale même à 100 %, mais qui n’aurait pas pour seul objet de financer les ventes de sa maison mère ne serait plus considérée comme une captive financière.